# La campana (obra de teatro)
La campana es una obra de teatro en prosa y un acto de Luis Fernández Ardavín, estrenada en 1919.

## Argumento
Como consecuencia de una cruel broma del destino, un hombre entiende - erróneamente - que su honor ha sido mancillado por culpa de sus padres. Para recuperar su dignidad acaba con la vida de los ancianos.

## Estreno
- Teatro Centro, Madrid, 6 de enero de 1919.
  - Intérpretes: Enrique Borrás, Carmen Muñoz, María Cancio, Alberto Romea.